# 밀리논
밀리논(Milinone)은 PDE3 억제제의 한 종류로 주로 심부전 환자에게 사용되며, 상품명 프리마코로 잘 알려져 있다.